# Sárazsadány
Sárazsadány ist eine ungarische Gemeinde im Kreis Sárospatak im Komitat Borsod-Abaúj-Zemplén.

## Geografische Lage
Sárazsadány liegt in Nordungarn, 55 Kilometer nordöstlich des Komitatssitzes Miskolc, acht Kilometer südwestlich der Kreisstadt Sárospatak am rechten Ufer des Flusses Bodrog. Nachbargemeinden sind Vámosújfalu und Bodrogolaszi in drei Kilometer Entfernung.

## Geschichte
Die Gemeinde Sárazsadány entstand 1949 durch die Zusammenlegung der Orte Bodrogsára und Bodrogzsadány.

## Sehenswürdigkeiten
- Griechisch-katholische Kirche Urunk színeváltozása
- Reformierte Kirche, erbaut 1905–1907
- Römisch-katholische Kirche Jézus Szíve, erbaut 1943

## Verkehr
Westlich der Gemeinde verlaufen die Landstraße Nr. 3801 und die Hauptstraße Nr. 37. Es bestehen Busverbindungen über Bodrogolaszi nach Sárospatak sowie über Vámosújfalu nach Olaszliszka. Die nächstgelegenen Bahnhöfe befinden sich in Bodrogolaszi und Vámosújfalu.

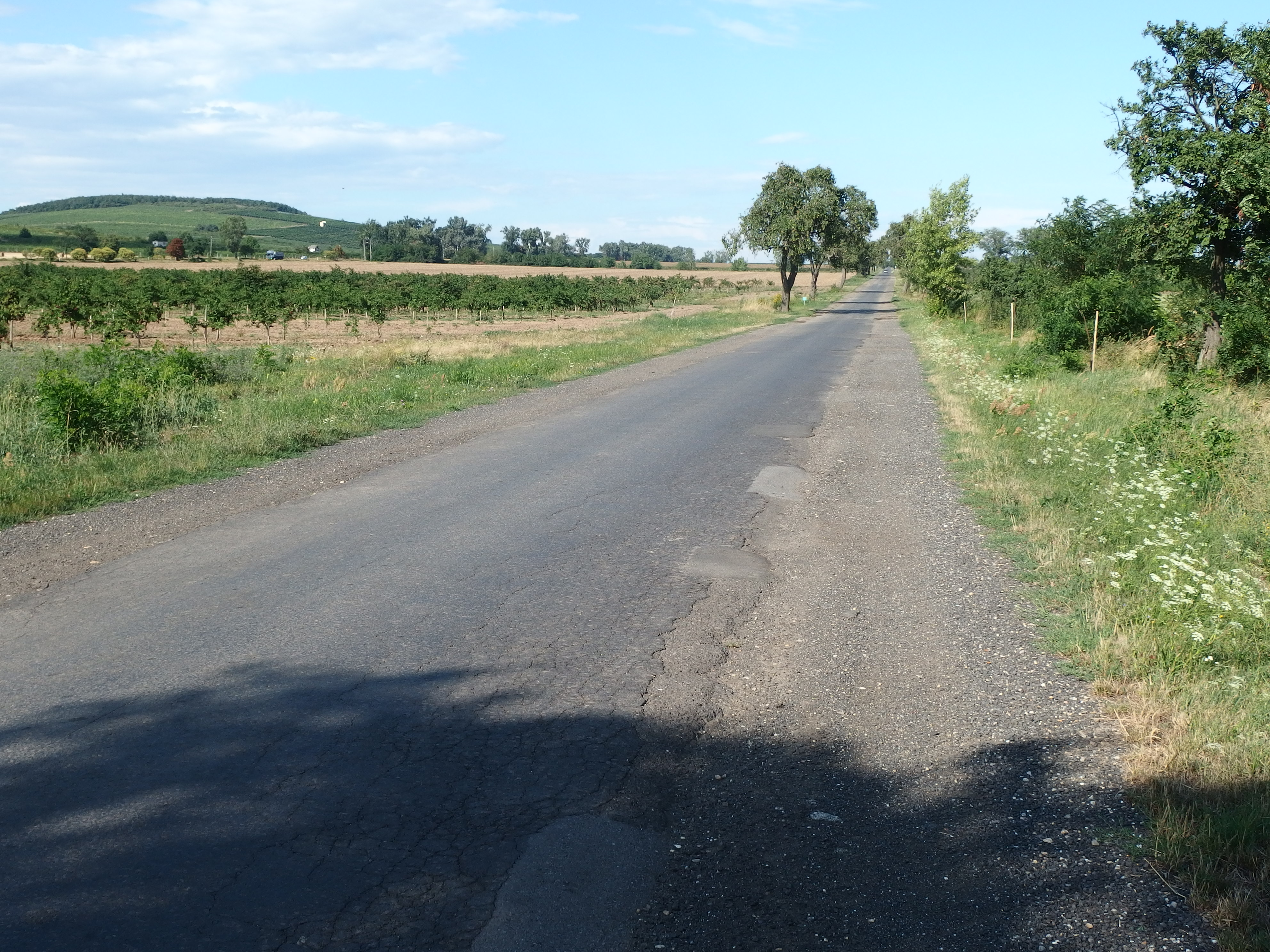
Landstraße Nr. 3801 bei Sárazsadány